# Friedrich IV. (Pfalz)

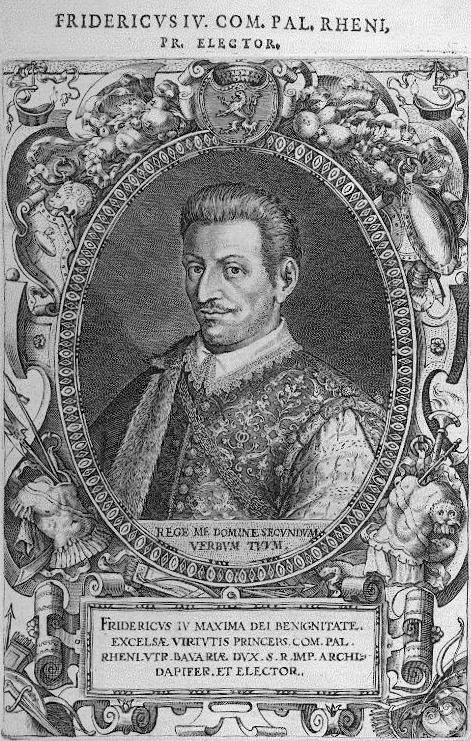
Friedrich IV. von der Pfalz

Friedrich IV. von der Pfalz, 10 Jahre alt – aus dem Thesaurus Picturarum des Marcus zum Lamm

Attentat auf Friedrich IV. am 12. September 1603 durch einen wütenden Bauern – aus dem Thesaurus Picturarum des Marcus zum Lamm

Friedrich IV. von der Pfalz (* 5. März 1574 in Amberg; † 19. September 1610 in Heidelberg) war Pfalzgraf und Kurfürst von der Pfalz (1583–1610).

## Leben und Werk
Seine Eltern waren Ludwig VI. von der Pfalz aus der Dynastie Wittelsbach und Elisabeth von Hessen, eine Tochter Landgraf Philipps des Großmütigen von Hessen.
Zum Zeitpunkt seiner Thronbesteigung im Jahr 1583 war Friedrich erst neun Jahre alt. Aus diesem Grund übernahm sein Onkel, der reformierte Pfalzgraf Johann Kasimir, bis 1592 die Regentschaft in der Kurpfalz. Friedrich IV. soll sich – da er lutherisch erzogen war – zunächst geweigert haben, Johann Kasimir als Vormund anzuerkennen.
Anschließend brach zwischen Friedrich IV. und seinem Großonkel, dem lutherischen Pfalzgrafen Reichard von Pfalz-Simmern (* 1521; † 1598), der Kurpfälzische Administrationsstreit aus, den letztendlich aber Friedrich IV. zu seinen Gunsten entscheiden konnte. Diese Auseinandersetzung und auch die Regierung Friedrichs IV. wurde weit über das Ende seiner Volljährigkeit hinaus von streng reformierten Hofräten gesteuert und bestimmt, die in enger Verbindung zu den im Wetterauer Grafenverein organisierten Familien standen.
Kurfürst Friedrich IV. gründete 1606/07 die Festung Friedrichsburg in holländischem Stil in der Nähe des Fischerdorfes Mannenheim. 1608 übernahm er die Führung der Protestantischen Union. Der Konflikt zwischen katholischen und protestantischen Fürstentümern verstärkte sich erheblich.

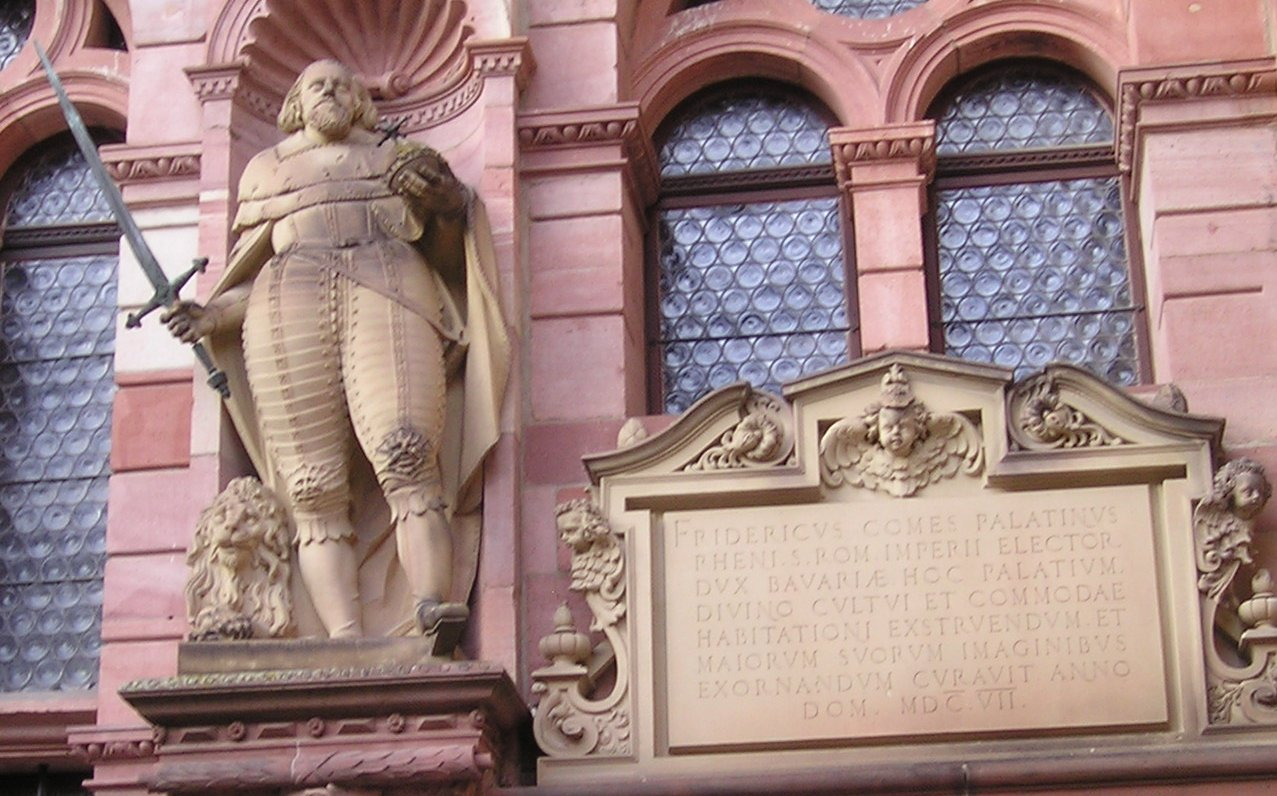
Friedrich IV. in der Ahnengalerie des Friedrichsbaus, Schloss Heidelberg

Während seiner Regierungszeit trieb Friedrich den Ausbau des Heidelberger Schlosses voran. Zu dieser Zeit entstand der nach ihm benannte Friedrichsbau. Die von Meister Sebastian Götz aus Chur geschaffene Wittelsbacher Ahnengalerie (Hoffassade des Friedrichsbaus) präsentiert die Geschichte der Dynastie sehr eindrucksvoll, allerdings ist die Eingliederung Karls des Großen in diese Reihe historisch unzutreffend. Daneben erfolgten unter Friedrich am Schloss die Errichtung des Altanbaus sowie der Ausbau der drei Türme an der Ostseite.
Friedrich zeigte trotz seiner mangelhaften Ausbildung großes Interesse an den Geisteswissenschaften und ließ an der Heidelberger Universität Lehrstühle für Geschichte und für Orientalistik einrichten. Mit Hilfe des Marquard Freher gelang ihm 1607 die (Wieder?)-erwerbung des Codex Manesse für die Palatina. 
Dem neugegründeten Mannheim gegenüber war der Kurfürst sehr großzügig. Den Bewohnern wurden Sonderrechte eingeräumt wie zum Beispiel die Befreiung vom Frondienst. Ausländer wurden für 20 Jahre von der Grundsteuer befreit. Damit sollte der Zuzug erleichtert und die Einwohnerzahl erhöht werden.
Friedrich soll im Übermaß Wein konsumiert haben und ein „Trinker“ gewesen sein, was Zeitgenossen zu der Sorge veranlasste, er könnte vor der Zeit und ohne volljährigen Erben versterben – was eine erneute Regentschaft notwendig gemacht hätte.
Friedrich starb 1610 in Heidelberg, wo er in der Heiliggeistkirche begraben wurde, an einer Krankheit.

## Nachkommen
Kurfürst Friedrich IV. heiratete am 23. Juni 1593 in Dillenburg die Prinzessin Luise Juliana von Oranien-Nassau (1576–1644), Tochter Prinz Wilhelms I. von Oranien-Nassau und seiner dritten Frau, Charlotte de Bourbon-Montpensier. Aus der Ehe von Friedrich und Luise Juliane gingen acht Kinder hervor:
- Luise Juliane (1594–1640)

⚭ 1612 Pfalzgraf Johann II. von Zweibrücken (1584–1635)
- Katharina Sophie (1595–1626)
- Friedrich V. (1596–1632), Kurfürst von der Pfalz, König von Böhmen, der „Winterkönig“

⚭ 1613 Prinzessin Elisabeth Stuart (1596–1662)
- Elisabeth Charlotte (1597–1660)

⚭ 1616 Kurfürst Georg Wilhelm von Brandenburg (1595–1640)
- Anna Eleonore (1599–1600)
- Ludwig Wilhelm (*/† 1600)
- Moritz Christian (1601–1605)
- Ludwig Philipp (1602–1655), Pfalzgraf von Simmern-Kaiserslautern

⚭ 1631 Prinzessin Marie Eleonore von Brandenburg (1607–1675)

## Rezeption
- Auf Friedrich IV. und den ihm nachgesagten Alkoholmissbrauch bezieht sich das 1887 entstandene Studentenlied Wütend wälzt sich einst im Bette.